# Пасхалов, Виктор Никандрович
Виктор Никандрович Пасхалов (18 [30] апреля 1841, Саратов — 1 [13] марта 1885, Казань) — русский композитор.

## Биография
Родился в дворянской семье, отец — офицер, мать, А. Н. Пасхалова — поэтесса, во втором браке была замужем за писателем Д. Л. Мордовцевым. Младший брат, Клавдий Пасхалов — известный общественный деятель, писатель, монархист.
С детства занимался музыкой. Окончив Саратовскую гимназию (1859), поступил на историко-филологический факультет Казанского университета. Перевелся в Москву, в Московскую консерваторию, в которой проучился два года; уехал в Париж, где несколько лет был вольнослушателем местной консерватории.
Возвратившись на родину, жил в Саратове, Москве, Санкт-Петербурге, Казани, зарабатывая на жизнь уроками музыки. В 1881—1882 г.г. был заведующим первой бесплатной музыкальной школой в Казани.
Автор многих (около 60) романсов; наиболее известные — «Под душистою ветвью сирени», «Дитятко, милость господня с тобой», «Нивушка», «Сбылись ожидания», «Проторила я дорожку». Несколько романсов написаны на стихи матери. В. Н. Пасхаловым был составлен сборник русских народных песен, записанных с голоса известного певца А. Ф. Макарова-Юнева.
Известна также его неоконченная опера «Первый винокур», отрывки из которой Пасхалов исполнял в 1872 г. в Петербурге на собраниях Балакиревского кружка и получил высокие оценки от В. В. Стасова и М. П. Мусоргского.
Музыковеды отмечают определённое воздействие камерно-вокальной лирики Пасхалова на творчество Чайковского и Мусоргского.
На всю жизнь композитора повлияла проявившаяся ещё в детстве нервная болезнь.
Последние годы он провел в нищете. Покончил жизнь самоубийством.
Похоронен на Арском кладбище Казани.
Сын композитора — Пасхалов, Вячеслав Викторович — известный советский музыковед, этнограф, доктор искусствоведения.
В 2000-х годах в Казани стали проводиться ежегодные «Пасхаловские чтения» — мероприятие, «которое проводится в целях воспитания патриотических чувств учащихся посредством знакомства с жизнью и творчеством известных деятелей культуры и искусства Казани».

## Из воспоминаний
Из далекого прошлого передо мной встает образ одного из моих хороших знакомых — музыканта и композитора Пасхалова. Он обладал огромным талантом; на концертах, которые он давал, собирались тысячи слушателей.

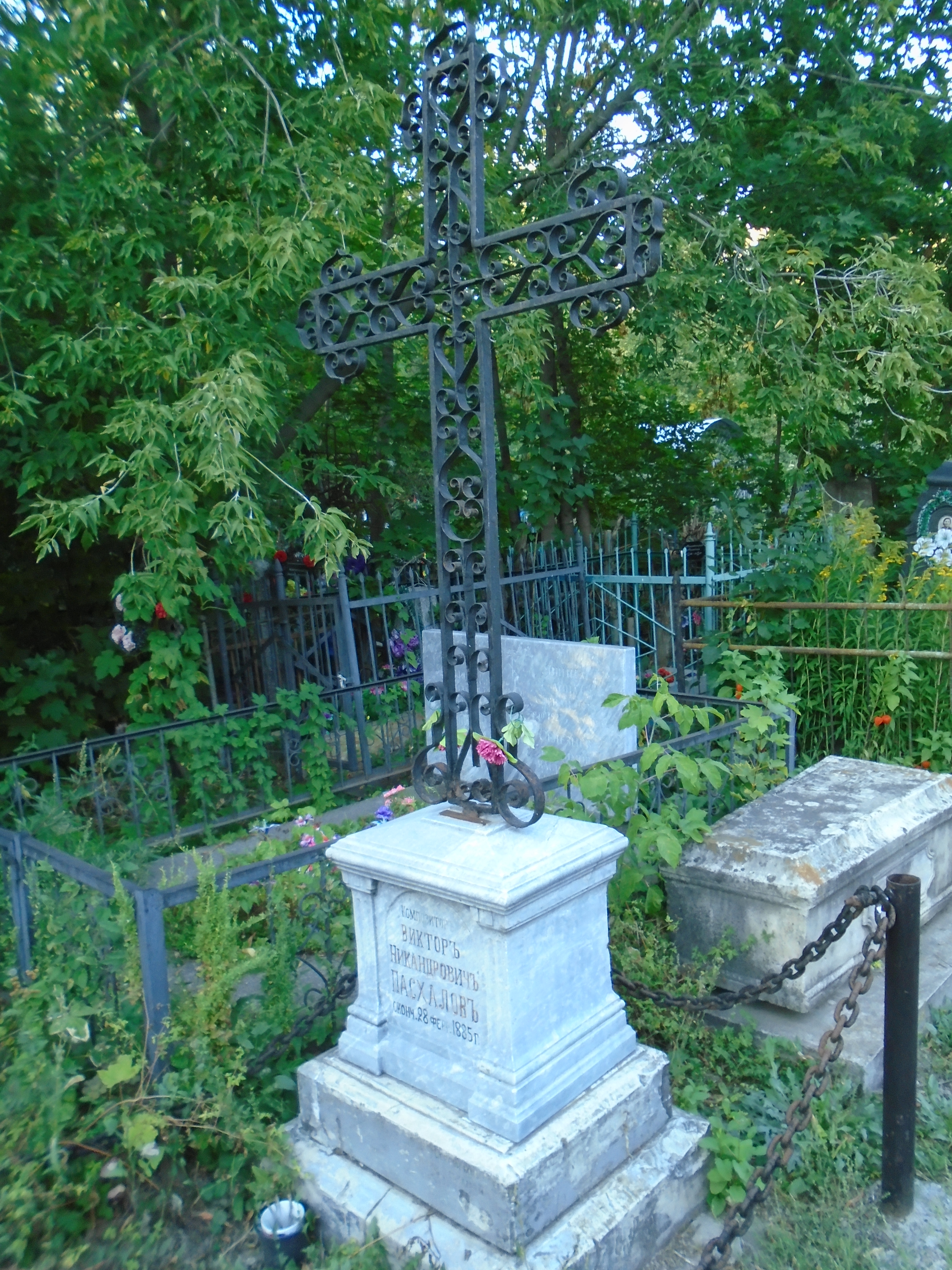
Могила Пасхалова

В миру я был большим любителем музыки и сам играл на фисгармонии. Чтобы усовершенствоваться в игре, я начал брать уроки у Пасхалова. Он потребовал большую плату за уроки, но деньги у меня были, и я согласился. Потом он полюбил меня, недостойного, и предлагал заниматься бесплатно, но от этого я, разумеется, отказался. Наши занятия шли успешно, но мне было очень печально, что Пасхалов совсем отошел от Церкви. По поводу этого мне не раз приходилось вести с ним беседу.
— Без Церкви невозможно спастись, — говорил я ему. — Ведь вы в Бога-то веруете, зачем же отвергаете средство ко спасению?
— Что же я такого делаю? Живу, как и все или большинство, к чему нужны обряды? Разве без хождения в церковь уж и спастись нельзя?
<>…
Каждый служит Богу, как умеет, как, наконец, считает нужным; вы вот в церковь ходите, посты соблюдаете и так далее, а я служу Богу музыкой — не все ли равно?
И, не дожидаясь ответа, Пасхалов заиграл.
Никогда я не слыхал такой музыки, неподражаемо играл он в тот вечер. Я жил в меблированных комнатах, и вот все коридоры наполнились народом, двери всех комнат открылись, все желали послушать гениального композитора. Наконец он кончил играть.— Преподобный Варсонофий Оптинский

Памятник неуклюжий, громоздкий, простой складень из кирпича… Под этой тяжелой плитой похоронен талантливый музыкант и композитор Пасхалов. Мотивы его чудных романсов и песен трогают сердце человека. А в нежных, печальных звуках живёт истомленная душа автора, такая же нежная и деликатная, как и его музыка.
…
Последние годы жизни Пасхалов провел в Казани, давая частные уроки и участвуя в домашних концертах. …Пасхалов играл чудно, играл, увлекаясь и забывая тоску, которая грызла его больное сердце. Странным, выразительным шепотом он пел свои романсы, аккомпанируя до художественной тонкости. Слушатели проводили с музыкантом целые ночи до самого утра, нервное напряжение, вызываемое его вдохновенной музыкой, заставляло некоторых дам падать в обморок, мужчин плакать. Такие концерты назывались в Казани „пасхаловскими ночами“…— Васюков С. И. Вниз по Волге: Очерки // Исторический вестник. — 1906. — Т. CVI. — С. 620—621.